# 南芥白粉菌
南芥白粉菌（学名：Erysiphe arabidis）是属于白粉菌目白粉菌科白粉菌属的一种真菌，寄生在南芥属植物上。该种分布于中国等地。